# نیوکی
latitudeنیوکیlongitudeنیوکی
نیوکی (به انگلیسی: Newquay) یک منطقهٔ مسکونی در انگلستان است که در جنوب غربی انگلستان واقع شده‌است.

## خصوصیات
نیوکی ۱۹٬۵۶۲ نفر جمعیت دارد.